# Ministério Público do Estado do Maranhão
O Ministério Público do Estado do Maranhão (MPMA) é a instância no Estado do Maranhão do Ministério Público, que tem como objetivo defender os direitos dos cidadãos e os interesses da sociedade. 